# Kelet-timori labdarúgó-válogatott
A Kelet-timori labdarúgó-válogatott – avagy becenevükön Felemelkedő nap – Kelet-Timor nemzeti csapata, amelyet a Kelet-timori labdarúgó-szövetség (portugálul: Federaçao Futebol Timor-Leste) irányít. A 2005. szeptember 12-e óta a Nemzetközi Labdarúgó-szövetség tagja.

## Világbajnoki szereplés
| Év          | Eredmény      | Hely | M | Gy | D | V | Rg | Kg |
| ----------- | ------------- | ---- | - | -- | - | - | -- | -- |
| 1930 – 2006 | Nem indult    | -    | - | -  | - | - | -  | -  |
| 2010        | Nem jutott be | -    | - | -  | - | - | -  | -  |
| 2014        | Nem jutott be | -    | - | -  | - | - | -  | -  |
| 2018        | Nem jutott be | -    | - | -  | - | - | -  | -  |
| Összesen    | 0/21          | -    | - | -  | - | - | -  | -  |

## Ázsia-kupa-szereplés
| Év          | Eredmény      | M | Gy | D | V | Rg | Kg |
| ----------- | ------------- | - | -- | - | - | -- | -- |
| 1956 – 2000 | Nem indult    | - | -  | - | - | -  | -  |
| 2004        | Nem jutott be | - | -  | - | - | -  | -  |
| 2007        | Nem indult    | - | -  | - | - | -  | -  |
| 2011        | Nem indult    | - | -  | - | - | -  | -  |
| 2015        | Nem indult    | - | -  | - | - | -  | -  |
| Összesen    | 0/15          | - | -  | - | - | -  | -  |

## Játékosok

### Híresebb játékosok
- Alfredo Mozinho Esteves
- Estelio De Araujo
- Antonio Ximenes
- Emilio Da Silva
- Nelson Silva
- Joao Bosco Cabral

## Külső hivatkozások
- Kelet-Timor a FIFA.com-on Archiválva 2016. június 27-i dátummal a Wayback Machine-ben (angolul)
- Kelet-Timor az AFC.com-on (angolul)
- Kelet-Timor mérkőzéseinek eredményei az rsssf.com-on (angolul)
- Kelet-Timor mérkőzéseinek eredményei az EloRatings.net-en (angolul)
- Kelet-Timor a national-football-teams.com-on (angolul)
- Kelet-Timor mérkőzéseinek eredményei a Roon BA-n (angolul)
- Kelet-Timor a transfermarkt.de-n (németül)
- Kelet-Timor a weltussball.de-n (németül)
- Kelet-Timor a fedefutbol.net-en (spanyolul)